# 吉柠路
吉柠路是中國廣東省珠海市的一条道路，位于香洲區。东南邊從白莲路与吉莲路交界处開始，一直向西北去到香溪路和柠溪路的交界处。

## 历史
- 1992年：道路动工兴建。
- 1993年—2002年：由于部分附近居民投诉、地面复杂等原因，该道路频繁动工、停工。
- 2002年4月：再次投标兴建。
- 2003年1月：完工通车。

## 經過的道路
这条路的顺序是由南到北排列，其中加粗的字为主幹道：
- 吉莲路、白莲路
- 香溪路
- 柠溪路